# Najdba Mojzesa (Gentileschi)
Najdba Mojzesa je slika Orazia Gentileschija iz zgodnjih tridesetih let 17. stoletja. Obstajata dve različici, prva različica je v Narodni galeriji v Londonu, druga pa v Muzeju Prado v Madridu.

## Londonska različica
To različico je leta 1995 kupila zasebna zbirka in jo leta 2002 dolgoročno posodila Narodni galeriji. Po skoraj 20-letnem posojanju je galeriji decembra 2019 delo uspelo odkupiti za 22 milijonov funtov.
Karel I. Angleški je sliko naročil za svojo ženo Henrietto Mario za praznovanje rojstva njunega sina in dediča Karla II., naslikana pa je bil za kraljičino hišo v Greenwichu. Po dokončanju so jo obesili v Veliki dvorani, nasproti različice Lota in njegovih hčera iz leta 1628. Po Karlovi usmrtitvi so jo leta 1660 vrnili njegovi vdovi v Francijo. Ko je pol stoletja kasneje vstopila v zbirko Orleansov, je veljala za Velazquezovo. Nato je vstopila v zbirko Castle Howard in je bila pravilno identificirana šele potem, ko se je v Angliji izvedelo za obstoj Gentileschijeve druge različice v Pradu.

## Madridska različica
Različica, ki je zdaj v Pradu v Madridu, je bila naslikana leta 1633. Domneva se, da gre za avtogramsko kopijo po njegovi prejšnji različici teme v Londonu.
Umetnik jo je izdelal za španskega kralja Filipa IV. in mu jo je poslal kot darilo poleti 1633. Filipu jo je osebno izročil v Madridu umetnikov sin Francesco. Oktobra istega leta je Arthur Hopton (angleški veleposlanik v Španiji) zapisal, da je bila slika obešena v Salón Nuevo v kraljevem Alcázarju v Madridu.
Zadovoljen s sliko je Filip umetniku odobril plačilo 900 dukatov.
Madridska različica je nekoliko manjša in golota je omehčana.